# 小葉拉夫諾耶湖
小葉拉夫諾耶湖是俄羅斯的湖泊，由布里亞特共和國負責管轄，位於維季姆河和色楞格河之間的分水嶺，面積60.5平方公里，湖水主要來自融雪、雨水和地下水。